# Gian Maria Volonté
Gian Maria Volonté (Milánó, 1933. április 9. – Florina, 1994. december 6.) kétszeres David di Donatello-díjas olasz színész.
A Sergio Leone által rendezett Dollár-trilógia első két részének – az Egy maréknyi dollárért és a Pár dollárral többért című spagettiwesterneknek –, valamint politikai drámákat bemutató filmjeinek köszönheti világhírnevét.

## Életpályája
Öccse Claudio Camaso néven ugyancsak színészként dolgozott, s szerepelt öt olasz vadnyugati filmben. 1977-ben öngyilkos lett a börtönben, ahová barátja, Vincenzo Mazza megöléséért került.
Volonté 1957-ben diplomázott. Mielőtt a filmes szakmába került volna, színházban szerzett magának hírnevet Shakespeare és Goldoni színművekben nyújtott alakításaival. 1960-ban a Sotto dieci bandiere (Tíz zászló alatt) című filmben már kamera előtt lépett fel. Két évvel később az Égetnivaló emberben egy politikai aktivistát játszott, aki honfitársait a szicíliaiakat bátorítja, hogy ne hunyászkodjanak meg a maffia előtt. Amikor nemzetközi sikert aratott Leone Egy maréknyi dollárért című westernjében a galád, mocskos, kegyetlen Ramón eljátszásával, meglepetést okozott, hiszen eddigi szerepeiben nem alakított ilyen karaktert. Leone ugyanezt megismételte 1968-ban a Volt egyszer egy Vadnyugatban Gabriele Ferzettivel és Henry Fondával.
Leone a Pár dollárral többért-ben még egyszer összehozta Clint Eastwooddal. Ismét véreskezű banditát, El Indiót kellett eljátszania. E két western a tengerentúlon is hírnevet szerzett neki. 1967-ben egy újabb spagettiwesternben láthatták a nézők a Szemtől szembe című filmben Tomás Miliánnal, ahol ugyan egy tipikus olasz western-figura a „piszkos hős” szerepében volt, aki viszont a spagettiwestern legpozitívabb karaktere a szélsőségesen negatív jellemekhez képest, mint amilyen Ramon vagy Indio volt a dollár-trilógiában.
1968-ban az A ciascuno il suo (Mindenkinek a magáét) című detektív-novella megfilmesített változatában nyújtott alakításáért a legjobb színésznek járó Ezüst Szalagot kapta. 1970-ben a Vizsgálat egy minden gyanú felett álló polgár ügyében című krimiben egy gátlástalan, cinikus, kegyetlen, kicsinyes, féltékeny és jellemtelen gyilkos rendőrfőfelügyelőt játszott. Ezt a filmet is ugyanaz az Elio Petri rendezte, mint az előző detektív-történetet. A film 1971-ben Oscar-díjat kapott. 1983-ban a Cannes-i fesztiválon, a Mario Ricci halála című drámában nyújtott alakításáért kapta a legjobb színésznek járó díjat. Négy évvel később a Berlini Nemzetközi Filmfesztiválon – ahová kommunista országok filmjeit is benevezték –, ugyancsak a Legjobb Színész díját vitte el. 1990-ben a Nyitott ajtók filmdrámáért a legjobb európai színészként deklarálták. 1991-ben az Velencei Nemzetközi Filmfesztiválon megkapta az Arany Oroszlánt, ezzel lezárult filmes karrierje.
1994-ben Theodoros Angelopoulos felkérte, hogy vállalja el az Odüsszeusz tekintete című filmje főszerepét. Görögországba utazott, ahol azonban szívinfarktus érte és a Makedóniához közeli Florinában meg is halt. (Helyette így Erland Josephson kapta meg a főszerepet.)
Világéletében meggyőződéses baloldali volt, s ezt gyakran a szerepeiben is kimutatta. Szoros kapcsolat fűzte kommunista szervezetekhez, élesen támadta a szélsőjobboldalt, és a római katolikus egyházat is.

## Filmjei
- Saul (1959)
- Égetnivaló ember (1962)
- Nápoly négy napja (1962)
- Egy maréknyi dollárért (1964)
- A felszarvazott (1964)
- Pár dollárral többért (1965)
- Szerelmünk évszakai (1966)
- Brancaleone ármádiája (1966)
- Mindenkinek a magáét (1967)
- Szemtől szembe (1967)
- Carvaggio (1967)
- A hét Cervi fivér (1968)
- Banditák Milánóban (1968)
- Gramigna szeretője (1969)
- Vizsgálat egy minden gyanú felett álló polgár ügyében (1970)
- Tűz a Monte Fioron (1970)
- A vörös kör (1970)
- Sacco és Vanzetti (1971)
- A munkásosztály a Paradicsomba megy (1971)
- A Mattei-ügy (1972)
- A merénylők (1972)
- Lucky Luciano (1973)
- Giordano Bruno (1973)
- A csalétek (Il sospetto), (1975)
- Levelek Marusiából (1976)
- Todo modo (rendezte: Elio Petri, 1976) ... M., az elnök
- Krisztus megállt Ebolinál (1979)
- A kaméliás hölgy igaz története (1981)
- A pármai kolostor (La Certosa di Parma), tévésorozat (1982)
- Mario Ricci halála (1983)
- Egy előre bejelentett gyilkosság krónikája (1987)
- A calabriai fiú (1987)
- Nyitott ajtók (1990)
- Egyszerű történet (1991)
- Szerelemház (1993)